# Ọ̄
Ọ̄ (minuscule : ọ̄), appelé O macron point souscrit, est une lettre latine utilisée dans l’écriture de l’abua, de l’igede, de l’ogba, du yoruba, et dans la romanisation ALA-LC du cachemiri.
Il s’agit de la lettre O diacritée d’un macron et d’un point souscrit.

## Représentations informatiques
Le O macron point souscrit peut être représenté avec les caractères Unicode suivants : 
- précomposé (latin étendu additionnel, diacritiques) :

| formes    | représentations | chaînes de caractères | points de code | descriptions                                                |
| --------- | --------------- | --------------------- | -------------- | ----------------------------------------------------------- |
| capitale  | Ọ̄               | Ọ◌̄                    | U+1ECC U+0304  | lettre majuscule latine o point souscrit diacritique macron |
| minuscule | ọ̄               | ọ◌̄                    | U+1ECD U+0304  | lettre minuscule latine o point souscrit diacritique macron |

- décomposé et normalisé NFD (latin de base, diacritiques) :

| formes    | représentations | chaînes de caractères | points de code       | descriptions                                                            |
| --------- | --------------- | --------------------- | -------------------- | ----------------------------------------------------------------------- |
| capitale  | Ọ̄               | O◌̣◌̄                   | U+004F U+0323 U+0304 | lettre majuscule latine o diacritique point souscrit diacritique macron |
| minuscule | ọ̄               | o◌̣◌̄                   | U+006F U+0323 U+0304 | lettre minuscule latine o diacritique point souscrit diacritique macron |

## Sources
- (en) Kashmiri Romanization Table, ALA-LC.